# Lazar Ristovski
Lazar Ristovski, cyr. Лазар Ристовски (ur. 26 października 1952 w Ravno Selo) – serbski i jugosłowiański aktor teatralny oraz filmowy, a także reżyser i producent.

## Życiorys
Ukończył szkołę nauczycielską w Somborze, a następnie studia aktorskie na wydziale sztuk dramatycznych Akademii Sztuk w Belgradzie. Jako aktor teatralny występował m.in. w sztukach autorstwa Williama Shakespeare’a i Molière’a. Wystąpił w kilkudziesięciu produkcjach filmowych i telewizyjnych, wielokrotnie odgrywając w nich główne role. Wielokrotnie nagradzany, m.in. na festiwalu filmowym w Chociebużu.
Wyreżyserował dwa filmy, w tym Biały garnitur z 1999, zgłoszony jako jugosłowiański kandydat do Oscara dla najlepszego filmu nieanglojęzycznego. Współwłaściciel (razem z synami) firmy producenckiej Zillion Film, producent i koproducent różnych produkcji filmowych. Autor publikacji książkowych Belo odelo i Kako sam dobio Oskara.
Przed wyborami parlamentarnymi w 2022 otrzymał czwarte miejsce na liście koalicji skupionej wokół prezydenta Aleksandara Vučicia i jego Serbskiej Partii Postępowej; w wyniku głosowania uzyskał mandat posła do Zgromadzenia Narodowego Republiki Serbii. Zrezygnował jednak z jego wykonywania na początku kadencji.

## Życie prywatne
Jest żonaty (żona Danica), ma synów Petera i Jovana. Brat aktora Jovana Ristovskiego.

## Wybrana filmografia
- 1977: Hajka (Hajka) jako Ivan
- 1981: Svetozar Marković jako Svetozar Marković
- 1983: Marsz śmierci jako Josip Broz Tito
- 1992: Tito i ja jako Raja
- 1995: Underground jako Crni
- 1998: Beczka prochu jako bokser
- 1999: Biały garnitur jako Savo/Vuko Tiodorović
- 2003: Mały świat jako Ras
- 2004: Cywilne życie jako Ljubisa Kondacina
- 2005: Zwłoki w dobrym stanie jako Rużdija Kucuk
- 2006: Casino Royale jako Kaminofsky
- 2006: Optymiści jako profesor Gavrilo/Simon/pokojni Ratomir/Gazda Pera/Aleksa Pantić
- 2006: Jutro rano jako Zdravko
- 2007: Zbawcie nasze dusze jako Gvozden
- 2009: Miesiąc miodowy jako wujek Very
- 2009: Święty Jerzy zabija smoka jako Đorđe Žandar
- 2009: Đavolja varoš jako taksówkarz
- 2013: Ojciec Szpiler jako biskup
- 2014: November Man jako Arkady Federov
- 2015: Bičemo prvaci sveta jako Josip Broz Tito
- 2016: Dziennik maszynisty jako Ilija
- 2018: Kralj Petar I jako król Piotr I Karadziordziewić
- 2018: Stan wyjątkowy jako Karlo
- 2021: Drim tim jako Ilija Ika Srdić[3]